# Sotés
Sotés tỉnh và cộng đồng tự trị La Rioja, phía bắc Tây Ban Nha. Đô thị này có diện tích là 14,60 ki-lô-mét vuông, dân số năm 2009 là 295 người với mật độ 20,21 người/km². Đô thị này có cự ly 17 km so với Logroño.